# Нёшатель-ан-Бре (кантон)
Нёшатель-ан-Бре (фр. Neufchâtel-en-Bray) — кантон во Франции, находится в регионе Нормандия, департамент Приморская Сена. Расположен на территории двух округов — шестьдесят пять коммун входят в состав округа Дьеп, четыре — в состав округа Руан.

## История
До 2015 года в состав кантона входили коммуны Буэль, Бюлли, Ватьервиль, Граваль, Каланжвиль, Кьеврекур, Люси, Масси, Менонваль, Меньер-ан-Бре, Мортемер, Нель-Оден, Нёвиль-Феррьер, Нёшатель-ан-Бре, Овилье, Сен-Жермен-сюр-Ольн, Сен-Мартен-л’Ортье, Сен-Сер, Сент-Бёв-ан-Ривьер, Феск, Фламе-Фретиль, Фрель и Эсклавель.
В результате реформы 2015 года состав кантона был существенно изменен. В его состав были включены упраздненные кантоны Бельанкомбр, Лондиньер и Сен-Саен.
С 1 января 2019 года коммуна Кресси вместе с коммунами Оффе и Севис кантона Люнре образовали новую коммуну Валь-де-Си, вошедшую в состав кантона Люнре.

## Состав кантона с 1 января 2019 года
В состав кантона входят коммуны (население по данным Национального института статистики Архивная копия от 7 ноября 2021 на Wayback Machine за 2018 г.):
- Авен-ан-Валь (279 чел.)
- Ардуваль (159 чел.)
- Байоле (108 чел.)
- Байоль-Нёвиль (218 чел.)
- Бельанкомбр (652 чел.)
- Бомон-ле-Аранг (263 чел.)
- Боск-Беранже (198 чел.)
- Боск-ле-Ар (1 497 чел.)
- Боск-Мениль (315 чел.)
- Брадьянкур (218 чел.)
- Бракетюи (330 чел.)
- Буэль (282 чел.)
- Бюлли (917 чел.)
- Бюр-ан-Бре (325 чел.)
- Ватьервиль (134 чел.)
- Вант-Сен-Реми (227 чел.)
- Ванши-Капваль (349 чел.)
- Граваль (149 чел.)
- Гранкур (334 чел.)
- Гриньёвиль (375 чел.)
- Каланжвиль (510 чел.)
- Кле (259 чел.)
- Коттеврар (473 чел.)
- Крито (459 чел.)
- Кропю (251 чел.)
- Круадаль (313 чел.)
- Кьеврекур (436 чел.)
- Ла-Крик (343 чел.)
- Ле-Гранд-Вант (1 801 чел.)
- Лондиньер (1 265 чел.)
- Люси (192  чел.)
- Масси (336 чел.)
- Матонвиль (319  чел.)
- Мениль-Фольамприз (124 чел.)
- Менонваль (224 чел.)
- Меньер-ан-Бре (920 чел.)
- Мокомбль (414 чел.)
- Монтеролье (596 чел.)
- Мортемер (84 чел.)
- Нель-Оден (348 чел.)
- Нёвиль-Феррьер (576 чел.)
- Нёфбоск (401 чел.)
- Нёшатель-ан-Бре (4 711 чел.)
- Овилье (102 чел.)
- Омуа-Сен-Валери (320 чел.)
- Помреваль (475 чел.)
- Прёзвиль (145 чел.)
- Пюизанваль (24 чел.)
- Рокмон (795 чел.)
- Розе (266 чел.)
- Сен-Жермен-сюр-Ольн (217 чел.)
- Сен-Мартен-л'Ортье (274 чел.)
- Сен-Мартен-Осмонвиль (1 178 чел.)
- Сен-Пьер-де-Жонкьер (73 чел.)
- Сен-Саен (2 362 чел.)
- Сен-Сер (593 чел.)
- Сент-Агат-д'Альермон (306 чел.)
- Сент-Бёв-ан-Ривьер (181 чел.)
- Сент-Женевьев (270 чел.)
- Сент-Элье (475 чел.)
- Смермениль (399 чел.)
- Сомри (819 чел.)
- Феск (127 чел.)
- Фламе-Фретиль (164 чел.)
- Фонтен-ан-Бре (175 чел.)
- Фрель (238 чел.)
- Френуа-Фольни (686 чел.)
- Фреовиль (131 чел.)
- Эсклавель (377 чел.)

## Политика
На президентских выборах 2022 г. жители кантона отдали в 1-м туре Марин Ле Пен 38,0 % голосов против 26,5 % у Эмманюэля Макрона и 12,7 % у Жана-Люка Меланшона; во 2-м туре в кантоне победила Ле Пен, получившая 56,3 % голосов. (2017 год. 1 тур: Марин Ле Пен – 34,8 %, Франсуа Фийон – 20,9 %, Эмманюэль Макрон – 16,3 %, Жан-Люк Меланшон – 14,3 %; 2 тур: Ле Пен – 53,4 %. 2012 год. 1 тур: Николя Саркози — 30,3 %, Марин Ле Пен — 25,1 %, Франсуа Олланд — 21,6 %; 2 тур: Саркози — 56,1 %. 2007 год. 1 тур: Саркози — 32,8 %, Сеголен Руаяль — 18,5 %; 2 тур: Саркози — 59,4 %).
С 2021 года кантон в Совете департамента Приморская Сена представляют первый вице-мэр коммуны Ле-Гранд-Вант Николя Бертран (Nicolas Bertrand) (Республиканцы) и мэр коммуны Лондиньер Армель Билоке (Armelle Biloquet) (Разные правые).
|                | Кандидаты                         | Партия                   | Первый тур | Первый тур     | Второй тур | Второй тур |
| Кол-во голосов | Кандидаты                         | Партия                   | % голосов  | Кол-во голосов | % голосов  |            |
| -------------- | --------------------------------- | ------------------------ | ---------- | -------------- | ---------- | ---------- |
|                | Николя Бертран Армель Билоке      | Разные правые            | 5 079      | 54,74          | 6 277      | 72,52      |
|                | Жереми Депорж Флоранс Юре         | Национальное объединение | 2 116      | 22,80          | 2 379      | 27,48      |
|                | Клеманс Лемонье Жан-Франсуа Пайяр | Прочие                   | 2 084      | 22,46          |            |            |

|                | Кандидаты                         | Партия             | Первый тур | Первый тур     | Второй тур | Второй тур |
| Кол-во голосов | Кандидаты                         | Партия             | % голосов  | Кол-во голосов | % голосов  |            |
| -------------- | --------------------------------- | ------------------ | ---------- | -------------- | ---------- | ---------- |
|                | Николя Бертран Иветт Лоран Паскье | Правый блок        | 4 196      | 31,78          | 5 315      | 37,30      |
|                | Дани Минель Армель Мусс           | Левый блок         | 3 976      | 30,11          | 4 909      | 34,45      |
|                | Луи Кудри Диана Рондуен           | Национальный фронт | 4 033      | 30,54          | 4 026      | 28,25      |
|                | Сильвен Амис Флоранс Деруар       | Левый фронт        | 1 000      | 7,57           |            |            |